# Битва под Варной (картина)
«Битва под Варной» (пол. Bitwa pod Warną) — картина польского художника Яна Матейко на исторический сюжет, созданная в 1879 году. Хранится в Музее изобразительных искусств в Будапеште.

## Описание
Матейко изобразил битву под Варной 1444 года, в которой войско европейских крестоносцев во главе с королём Польши и Венгрии Владиславом III было разгромлено османами. На полотне запечатлён кульминационный момент сражения: Владислав пытается прорваться к султану.